# Tour Down Under 2015
La 17.ª edición de la competición ciclista Tour Down Under (llamado oficialmente: Santos Tour Down Under), se celebró en Australia entre el 20 y el 25 de enero de 2015.
La carrera comenzó en Tanunda y tras un recorrido de 812 km, finalizó como es habitual en Adelaida. La etapa reina de la carrera fue la quinta que finalizó en Willunga Hill.
La prueba dio inicio al UCI WorldTour 2015.
El ganador final fue Rohan Dennis con un tiempo de 19 h 15 min 18 s y una velocidad media de 42,18 km/h, además consiguió una etapa y la clasificación de mejor joven. Las otras dos posiciones del podio fueron para Richie Porte y Cadel Evans, respectivamente.
El resto de clasificaciones secundarias fueron para Jack Bobridge (montaña), Daryl Impey (sprints) y Movistar (equipos).

## Equipos participantes
- Para la nómina de participantes véase: Participantes del Tour Down Under 2015

Tomaron parte en la carrera 19 equipos: los 17 de categoría UCI ProTeam (al ser obligada su participación) más el Profesional Continental australiano del Drapac y una Selección de Australia bajo el nombre de UniSA-Australia (con corredores de equipos de los Circuitos Continentales UCI excepto Alexander Edmonson, Miles Scotson que eran amateurs y Jack Haig que en ese momento también era amateur). Formando así un pelotón de 133 corredores de 7 ciclistas cada equipo. Los equipos participantes fueron:
| WorldTeams (17)- AG2R La Mondiale - Astana - BMC Racing Team - Cannondale-Garmin - Etixx-Quick Step - FDJ - Giant-Alpecin - IAM Cycling - Katusha - Lampre-Merida - Lotto NL-Jumbo - Lotto-Soudal - Movistar Team - Orica-GreenEDGE - Sky - Tinkoff-Saxo - Trek Factory Racing Equipo continental profesional- Drapac translation for headoftableIII_translate index 39 not found- UniSA-Australia |
| |

## Carrera de exhibición

### People's Choice Classic, 18-01-2015:Adelaida-Adelaida, 50 km
Dos días antes del comienzo del Tour Down Under se disputó una clásica de exhibición, no oficial de categoría.NE, en Adelaida, en la que participaron los ciclistas que iniciaron el Tour Down Under.